# El Bordo, Veracruz
El Bordo är en ort i Mexiko.   Den ligger i kommunen Tlacolulan och delstaten Veracruz, i den sydöstra delen av landet, 220 km öster om huvudstaden Mexico City. El Bordo ligger 2 301 meter över havet och antalet invånare är 232.
Terrängen runt El Bordo är bergig åt nordväst, men åt sydost är den kuperad. El Bordo ligger uppe på en höjd. Runt El Bordo är det ganska tätbefolkat, med 172 invånare per kvadratkilometer. Närmaste större samhälle är Banderilla, 18,2 km sydost om El Bordo. I omgivningarna runt El Bordo växer huvudsakligen savannskog.